# Mesoleptus scrutator
Mesoleptus scrutator är en stekelart som först beskrevs av Alexander Henry Haliday 1838.  Mesoleptus scrutator ingår i släktet Mesoleptus och familjen brokparasitsteklar. Arten är reproducerande i Sverige. Inga underarter finns listade i Catalogue of Life.